# شاحية (الخبت)

تعديل مصدري - تعديل

شاحية هي إحدى قرى عزلة الشعافل العليا بمديرية الخبت التابعة لمحافظة المحويت، بلغ تعداد سكانها 501 نسمة حسب تعداد اليمن لعام 2004.